# Palmira (Colombia)
Palmira is een gemeente in het Colombiaanse departement Valle del Cauca. De gemeente, een voorstad van Cali, telt 278.358 inwoners (2005).

## Geboren
- Nolberto Molina (1953), Colombiaans voetballer en voetbalcoach

## Afbeeldingen

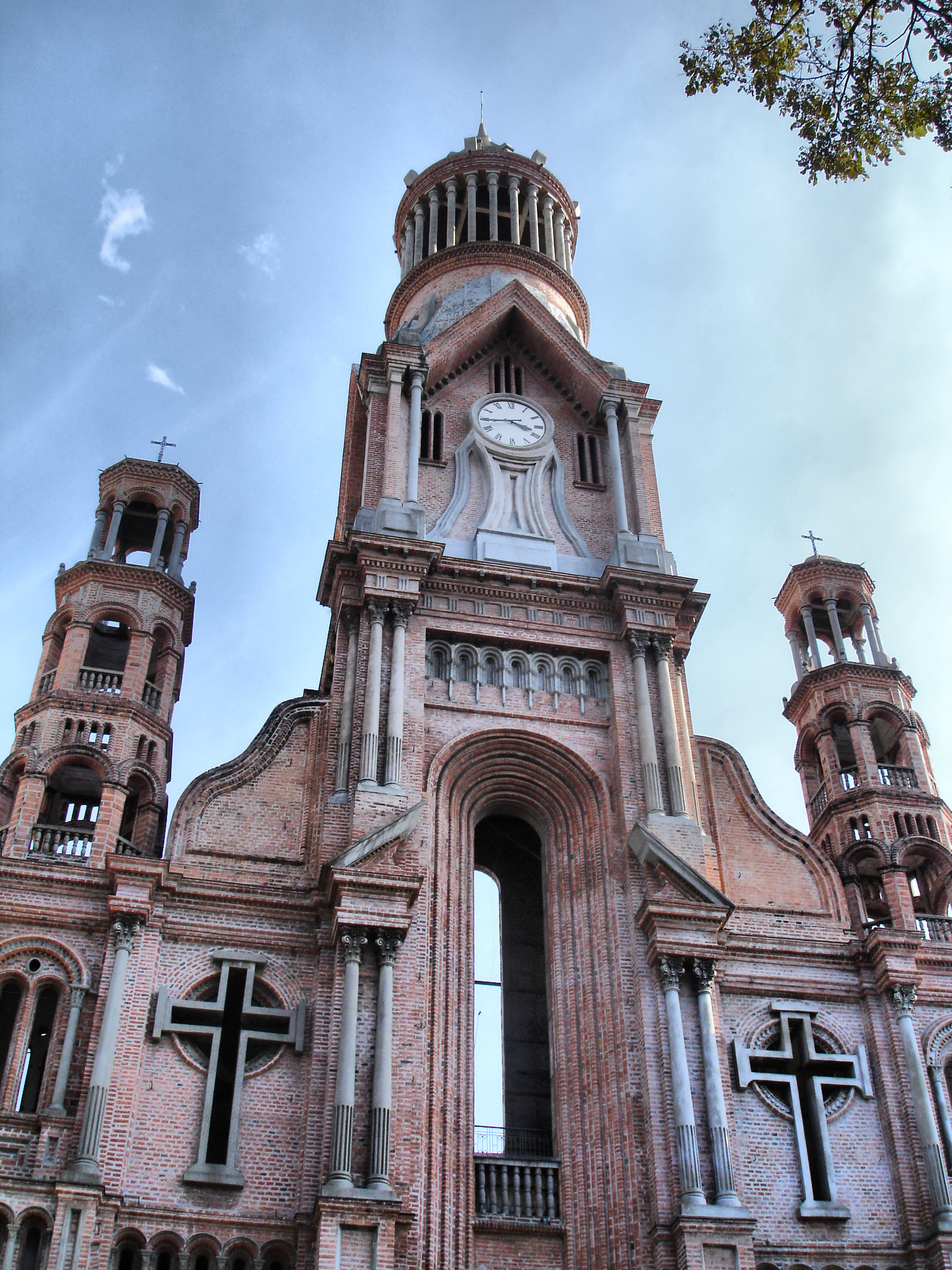
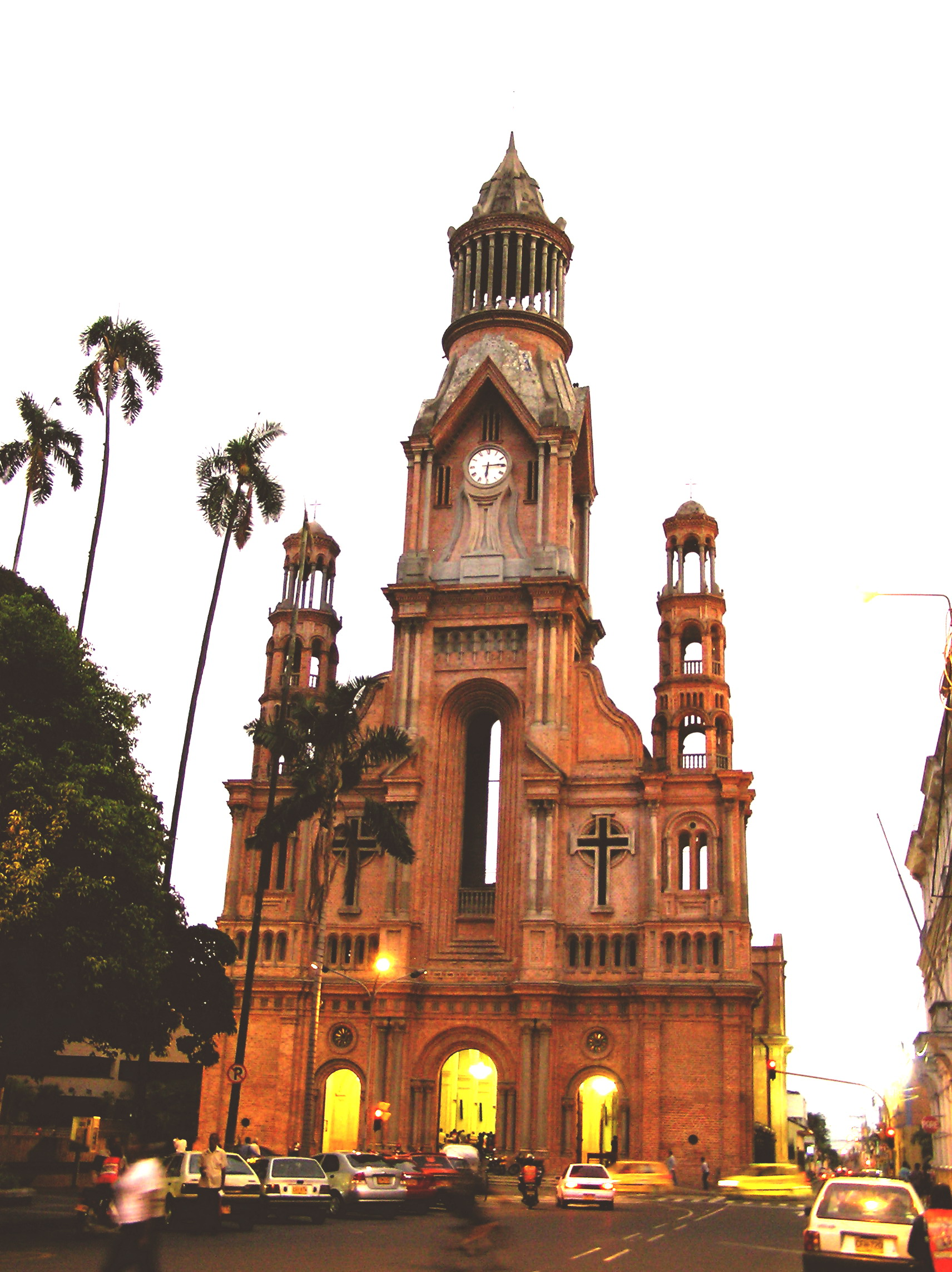

Alcalá · Andalucía · Ansermanuevo · Argelia · Bolívar · Buenaventura · Bugalagrande · Caicedonia · Cali · Calima · Candelaria · Cartago · Dagua · El Águila · El Cairo · El Cerrito · El Dovio · Florida · Ginebra · Guacarí · Guadalajara de Buga · Jamundí · La Cumbre · La Unión · La Victoria · Obando · Palmira · Pradera · Restrepo · Riofrío · Roldanillo · San Pedro · Sevilla · Toro · Trujillo · Tuluá · Ulloa · Versalles · Vijes · Yotoco · Yumbo · Zarzal